# عمرو العادلي
عمرو العادلي (1970) هو كاتب وروائي مصري، وعضو في اتحاد كتّاب مصر. صدر له خمس سلاسل قصصية، وديوان شعري واحد بالعامية، بالإضافة إلى ثمان روايات منها رواية «المصباح والزجاجة» التي ترشحت للقائمة الطويلة لجائزة الشيخ زايد للكتاب عن فئة أدب الطفل في عام 2018. كما ترشحت روايته «اسمي فاطمة» لنفس الجائزة ضمن قسم الأدب في عام 2019.

## السيرة الذاتية
ولد عمرو العادلي في محافظة القاهرة في التاسع من ديسمبر في عام 1970. تخرج في جامعة عين شمس من قسم علم الاجتماع. وهو عضو في اتحاد كتّاب مصر.  بدأت مسيرته الكتابية في عام 2008 حينما نشر أول مجموعة قصصية له بعنوان «خبز أسود» وما دفعه لبدء كتابة الفن القصصي هو تأثره بكتاب «فن الشعر» من تأليف أرسطو وكتاب «الديكاميرون» من تأليف جيوفاني بوكاتشيو. وتعدُ «إغواء يوسف» هي أول نتاجه الروائي والتي صدرت في عام 2011. كما تتميز روايته «المصباح والزجاجة» كونها روايته الوحيدة الموجهة للأطفال والناشئة وقد وصلت للقائمة الطويلة لجائزة الشيخ زايد للكتاب في عام 2018.
يتسم أسلوب العادلي في الكتابة بشكل عام وفي كتابة الفن القصصي بشكل خاص بإنه لا يرسم صورة معينة للقارئ، إذ أنه يسعى لتقديم كتابة جيدة لقرائه من خلال كتابة ما يشعر وجعل كافة الناس يشعرون به كذلك.
حاز العادلي على العديد من الجوائز منها جائزة الدولة التشجيعية عن روايته «الزيارة» في عام 2015. وفي نفس العام حصل على جائزة ساويرس الثقافية فرع كبار الأدباء عن مجموعته القصصية «حكاية يوسف إدريس». وكذلك وصلت روايته «اسمي فاطمة» للقائمة الطويلة لجائزة الشيخ زايد في الآداب عام 2019. ومنذ عام 2013 والعادلي ينظم الورش الأدبية للكتابة الإبداعية من ضمنها ورشة دار إشراق المجانية لتعليم الكتابة الإبداعية وورشة «تويا» وغيرها من الورش.

## أعماله ومؤلفاته

### مجموعات قصصية
- «خبز أسود» دار ملامح، 2008
- «جوابات للسما» دار ملامح، 2009
- «حكاية يوسف إدريس» الهيئة المصرية العامة للكتاب، 2012
- «عالم فرانشي» دار الرواق، 2016
- «و» دار كيان، 2017
- "بائع السخانات" دار كيان 2022
- "الهروب خارج الرأس" دار الشروق 2023

### دواوين شعرية
- صباح الخير يا أنا، دار سما للنشر والتوزيع، 2014

### روايات
- «إغواء يوسف» عن دار ميريت، 2011
- «كتالوج شندلر» دار نهضة مصر، 2013
- «الزيارة» دار أكتب، 2014
- «رحلة العائلة غير المقَّدسة» الدار المصرية اللبنانية، 2015
- «اسمي فاطمة» الدار المصرية اللبنانية، 2017
- «المصباح والزجاجة» دار الرواق، 2017
- «قبل المساء» الدار المصرية اللبنانية، 2018
- «رجال غسان كنفاني» مكتبة الدار العربية للكتاب، 2020
- "السيدة الزجاجية" دار الشروق 2022
- «مريم ونيرمين» دار الشروق، 2024[6]

## الجوائز
- جائزة الدولة التشجيعية عن روايته “الزيارة” عام 2015.
- جائزة ساويرس للثقافة فرع كبار الأدباء عن مجموعته القصصية “حكاية يوسف إدريس” عام 2016.
- جائزة اتحاد كتاب مصر عن روايته “رحلة العائلة غير المقدسة” لعام 2018.[3]
- ترشحت روايته للأطفال “المصباح والزجاجة” للقائمة الطويلة في جائزة الشيخ زايد لأدب الطفل لعام 2018.
- ترشحت روايته «اسمي فاطمة» للقائمة الطويلة لجائزة الشيخ زايد لأدب الطفل لعام 2019.
- المركز الأول بالجائزة العالمية للإبداع الكتابي "الطيب صالح" بالمجموعة القصصية "الهروب خارج ارأس" 2021